# Campeonato Mundial de Atletismo de 2015 - 10000 m masculino
A prova dos 10000 metros masculino do Campeonato Mundial de Atletismo de 2015 foi disputada dia 22 de agosto no Estádio Nacional de Pequim, em Pequim.

## Recordes
Antes desta competição, os recordes mundiais e do campeonato nesta prova eram os seguintes:
| Tipo                  | Atleta          | Tempo    | Local    | Data                 | Ref |
| --------------------- | --------------- | -------- | -------- | -------------------- | --- |
|                       | Kenenisa Bekele | 26:17:53 | Bruxelas | 26 de agosto de 2005 | ver |
| Recorde do campeonato | Kenenisa Bekele | 26:43:31 | Berlim   | 17 de agosto de 2009 | ver |

## Medalhas
| Ouro           | Prata                           | Bronze           |
| Mo Farah (GBR) | Geoffrey Kipsang Kamworor (KEN) | Paul Tanui (KEN) |

## Cronograma
Todos os horários são locais (UTC+8).
| Data         | Hora  | Evento |
| ------------ | ----- | ------ |
| 22 de agosto | 20:50 | Final  |

### Final
A final ocorreu às 20:50.
| Classificação     | Atleta                    | Nacionalidade  | Tempo    | Notas |
| ----------------- | ------------------------- | -------------- | -------- | ----- |
| Medalha de ouro   | Mo Farah                  | Grã-Bretanha   | 27:01,13 |       |
| Medalha de prata  | Geoffrey Kipsang Kamworor | Quênia         | 27:01,76 |       |
| Medalha de bronze | Paul Tanui                | Quênia         | 27:02,83 |       |
| 4                 | Bedan Karoki Muchiri      | Quênia         | 27:04,77 | SB    |
| 5                 | Galen Rupp                | Estados Unidos | 27:08,91 | SB    |
| 6                 | Abrar Osman               | Eritreia       | 27:43,21 |       |
| 7                 | Ali Kaya                  | Turquia        | 27:43,69 |       |
| 8                 | Timothy Toroitich         | Uganda         | 27:44,90 |       |
| 9                 | Joshua Kiprui Cheptegei   | Uganda         | 27:48,89 |       |
| 10                | Muktar Edris              | Etiópia        | 27:54,47 |       |
| 11                | Mosinet Geremew           | Etiópia        | 28:07,50 |       |
| 12                | El Hassan El-Abbassi      | Bahrein        | 28:12,57 |       |
| 13                | Nguse Tesfaldet           | Eritreia       | 28:14,72 |       |
| 14                | Cameron Levins            | Canadá         | 28:15,19 |       |
| 15                | Hassan Mead               | Estados Unidos | 28:16,30 |       |
| 16                | Shadrack Kipchirchir      | Estados Unidos | 28:16,30 | SB    |
| 17                | Arne Gabius               | Alemanha       | 28:24,47 |       |
| 18                | Tetsuya Yoroizaka         | Japão          | 28:25,77 |       |
| 19                | Teklemariam Medhin        | Eritreia       | 28:39,26 | SB    |
| 20                | Stephen Mokoka            | África do Sul  | 28:47,40 |       |
| 21                | Aweke Ayalew              | Bahrein        | 29:14,55 | PB    |
| 22                | Kenta Murayama            | Japão          | 29:50,22 |       |
| 23                | Yuta Shitara              | Japão          | 30:08,35 |       |
|                   | Bashir Abdi               | Bélgica        | DNF      |       |
|                   | Ismail Juma               | Tanzânia       | DNF      |       |
|                   | Imane Merga               | Etiópia        | DNF      |       |
|                   | Moses Kibet               | Uganda         | DNF      |       |

Legenda
| Recorde mundial       | Recorde mundial (World record)               |                       | Recorde africano                      | Recorde africano (African) |                                           | Q | Classificado por posição (Qualified) |
| Recorde do campeonato | Recorde do campeonato (Championship record)  | Recorde da América    | Recorde da América (Americas)         | q                          | Classificado por melhor tempo (Qualified) |   |                                      |
| Melhor marca do ano   | Melhor marca do ano (World leading)          | Recorde asiático      | Recorde asiático (Asian)              | DNS                        | Não largou (Did not start)                |   |                                      |
| Recorde nacional      | Recorde nacional (National record)           | Recorde europeu       | Recorde europeu (European)            | DNF                        | Não terminou (Did not finish)             |   |                                      |
| Recorde pessoal       | Recorde pessoal do atleta (Personal best)    | Recorde da Oceania    | Recorde da Oceania (Oceania)          | DSQ / DQ                   | Desclassificado (Disqualified)            |   |                                      |
| Recorde da temporada  | Recorde da temporada do atleta (Season best) | Recorde sul-americano | Recorde sul-americano (South America) | NM                         | Sem marca (No mark)                       |   |                                      |